# Шват

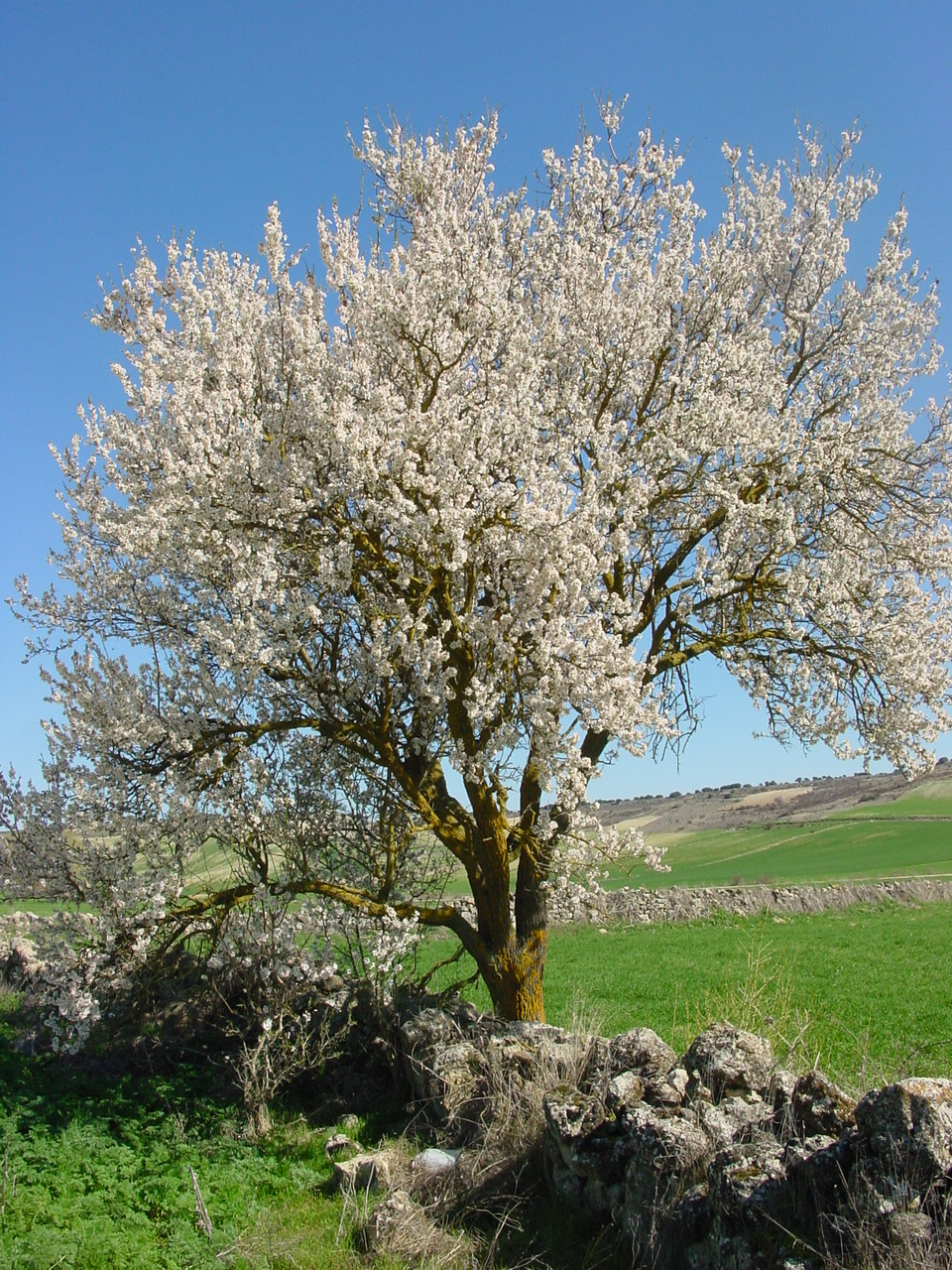
«Новий рік дерев» (Ту-бішват)

Шват, Шеват (івр. שבט) — п'ятий місяць у єврейському цивільному та одинадцятий місяць у релігійному календарі. Тривалість місяця Шват є 30 днів. Припадає на січень — лютий григоріанського календаря.
Назва місяця походить від аккадської мови (Šabātu) та означає стовбур, палиця.
Назва місяця також наведена у Книзі пророка Захарії.
Двадцять четвертого дня одинадцятого місяця, місяця Шевата, другого року Дарія, надійшло таке слово Господнє до Захарії, сина Берехії, сина Іддо, пророка.
На п'ятнадцятий день місяця відзначається «Новий рік дерев» (Ту бі-Шват). Цей день прийнято присвячувати посадженню нових дерев. 30 Швата — день сім'ї у Ізраїлі.